# Kotormán Norbert
Kotormán Norbert (Békéscsaba, 1967. november 22. –) magyar képzőművész, szobrász. Testvére, Kotormán László (1966–) szobrászművész.

## Életpályája
1984–1988 között a szegedi Tömörkény István Gimnázium díszítő-szobrász szakos diákja volt. 1989 óta kiállító művész. 1989–1994 között a Magyar Képzőművészeti Egyetem szobrász szakán tanult; mesterei: Somogyi József, Kő Pál és Bencsik István voltak. 1994-ben a Magyar Képzőművészeti Egyetem mesterképzőjében tanult. 1995–1999 között a Janus Pannonius Tudományegyetem Képzőművészeti Mesteriskola DLA-képzésében vett részt. Ezután tanított az Iparművészeti Egyetemen, majd 10 évig dolgozott Budapesten, később öt évet alkotott a Dunakanyarban. Ezután visszatért Hódmezővásárhelyre, a szabadtéri kiállítóhelyként is jól ismert Kotormán-tanyára. 2021–2022 között a Magyar Művészeti Akadémia Képzőművészeti Tagozatának ösztöndíjasa volt.

## Köztéri művei
- Ady Endre (Szeged, 1988)
- Stáció (Budapest, 2000)[5]
- Saul: Szent Pál (Budapest, 2000)[5]
- A kézmosás (Budapest, 2000)[5]

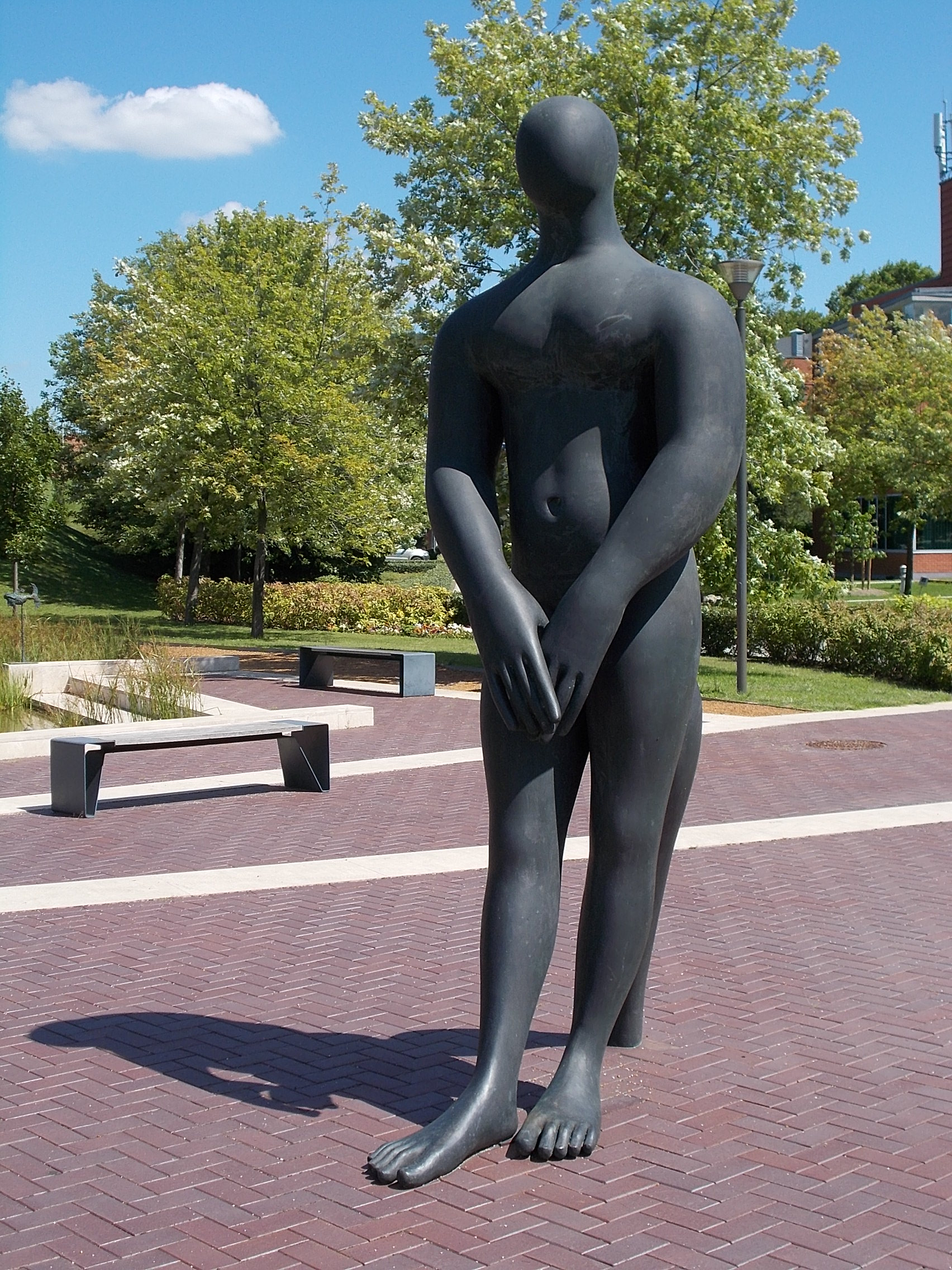
Héreklész

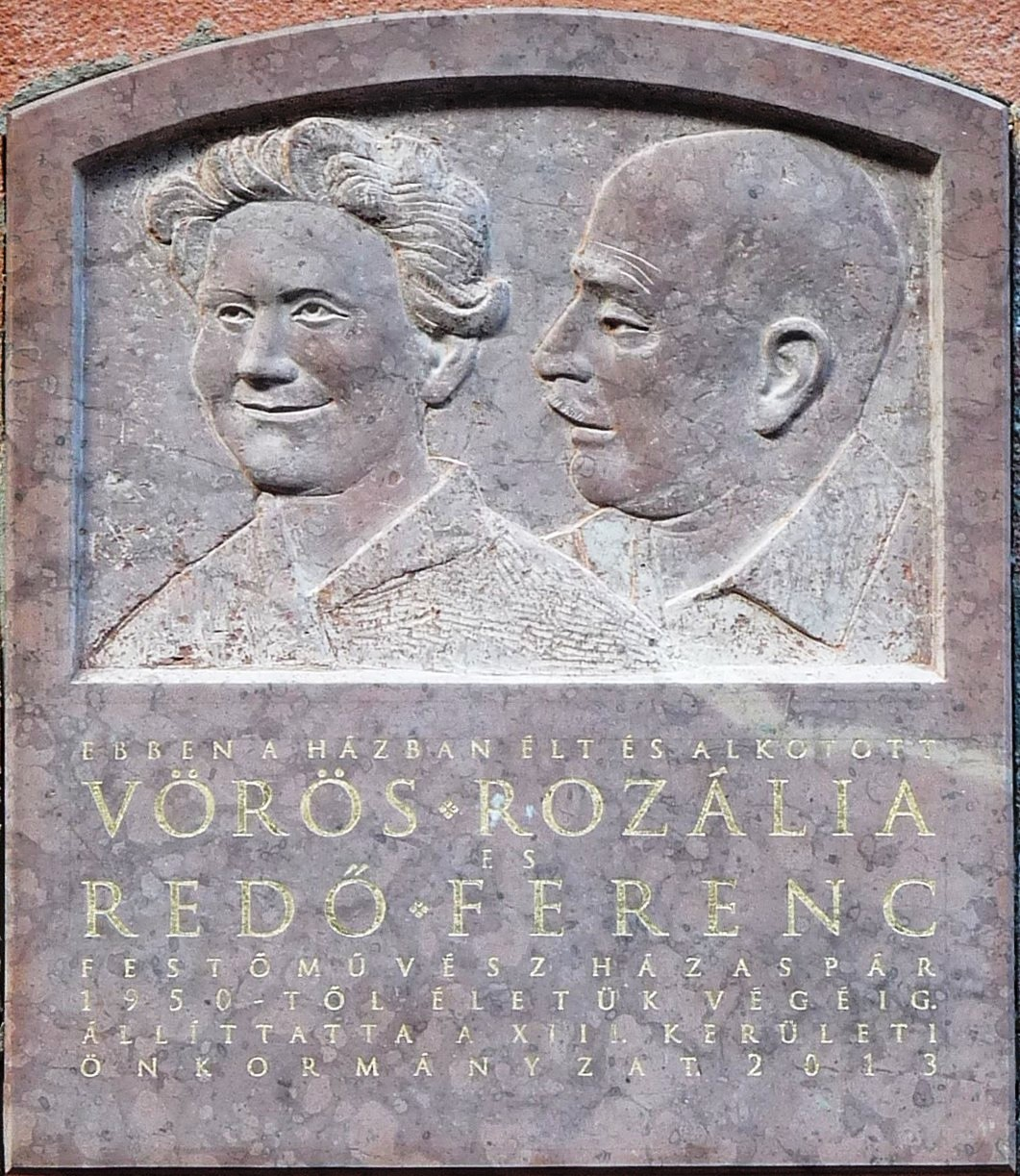
Redő Ferenc és Vörös Rozália (Budapest, 2013)

- Az ifjú Toldi Miklós szobra (Alsótold, 2004)[5]
- 1956-os forradalom emlékműve (Mártély, 2006)
- 1956-os forradalom emlékműve (Aggtelek, 2006)
- Szent Erzsébet (Kisoroszi, 2008)
- Héraklész (Budapest, 2009)
- Disznótorony (Dunaújváros, 2009)
- Tatai országgyűlés emlékmű (Tata, 2010)[5]
- Fekvő nő (Budapest, 2012)[6]
- Furioso Senior-emlékoszlop (Derekegyház-Tompahát, 2013)[5]
- Redő Ferenc és Vörös Rozália (Budapest, 2013)
- Nagy Lajos király és Vilmos középkori pécsi püspök szoborkompozíciója (Pécs, 2017)[5]
- A magyar közjegyzőség kezdete (Budapest, 2018)[5]
- Szent II. János Pál pápa (Budapest, 2020)[5]
- Hunor és Magor (Agyagfalva, 2021)[5]
- Felhőlovak (Mezőhegyes, 2023)

## Kiállításai

### Egyéni
- 1995 Hódmezővásárhely
- 1999, 2003, 2013, 2016-2017 Budapest
- 2002 Pécs

### Válogatott, csoportos
- 1989, 1993, 2001, 2003, 2020 Budapest
- 1993, 1999, 2013, 2015, 2021 Hódmezővásárhely
- 1997 Pécs
- 2015 Nagyatád

## Díjai
- Herman Lipót-díj (1994)
- Derkovits Gyula képzőművészeti ösztöndíj (2002-2004)[7]
- Emberi Erőforrások Minisztériumának Díja (2013, 2017)
- a Vásárhelyi Őszi Tárlat MMA-díja (2018)
- Munkácsy Mihály-díj (2019)[8][9]
- Tornyai János-plakett (2020)